# ديفيد فال
ديفيد فال (بالإنجليزية: David Fall)‏ هو غطاس أمريكي، ولد في 4 ديسمبر 1902 في فيرلاند في الولايات المتحدة، وتوفي في 9 نوفمبر 1964 في سان بيرناردينو في الولايات المتحدة.

## وصلات خارجية
- ديفيد فال على موقع اللجنة الأولمبية الدولية (الإنجليزية)
- ديفيد فال على موقع أوليمبيديا (الإنجليزية)